# Liste der denkmalgeschützten Objekte in Kleblach-Lind
Die Liste der denkmalgeschützten Objekte in Kleblach-Lind enthält die 7 denkmalgeschützten, unbeweglichen Objekte der Gemeinde Kleblach-Lind.

## Denkmäler
| Foto |                 | Denkmal | Standort                                     | Beschreibung | Metadaten |
| ---- | --------------- | --- | -------------------------------------------- | --- | --- |
| ja   | Datei hochladen | Bahnhof Kleblach-Lind (Bahnanlage, Aufnahmegebäude, östliches und westliches Bahnwärterhäuschen) HERIS-ID: 59619 Objekt-ID: 71055 | bei Kleblach 20 Standort KG: Blaßnig         | Das zweigeschoßige Aufnahmegebäude wurde 1880/90 über einem rechteckigen Grundriss errichtet. Das Gebäude besitzt im Erdgeschoß eine Steinfassade und im Obergeschoß in Rohziegelfassade sowie holzverschalte Giebel und weist an den Gebäudekanten sowie an den Fensterstürzen Quaderungen auf. Die 1871 errichteten zweigeschoßigen Bahnwärterhäuschen am westlichen Bahnhofsende haben eine Rohziegelfassade, Eckquaderung und ein Satteldach. | BDA-Hist.: Q38087954 Status: Bescheid Stand der BDA-Liste: 2025-06-30 Name: Bahnhof Kleblach-Lind (Bahnanlage,Aufnahmegeb. östl.u.westl. Bahnwärterhäuschen) GstNr.: 1372/1; 1372/2 Bahnhof Klebach-Lind |
| ja   | Datei hochladen | Kath. Filialkirche hl. Lambertus und alter Friedhof HERIS-ID: 93411 Objekt-ID: 108429                                             | nordöstlich Lengholz 12 Standort KG: Blaßnig | Die Filialkirche Heiliger Lambertus wurde urkundlich erstmals 1138 erwähnt. Die kleine romanische Saalkirche mit einer eingezogenen Halbkreisapsis wird von einem östlichen, hölzernen Dachreiter gekrönt. Im Westen ist eine Vorhalle angefügt. An der West- und Nordwand sind frühgotische (14. Jahrhundert) und Renaissance-Wandmalereien unter der Tünche sichtbar. Die zwei einfachen Altäre stammen aus der zweiten Hälfte des 18. Jahrhunderts. | BDA-Hist.: Q37762156 Status: § 2a Stand der BDA-Liste: 2025-06-30 Name: Kath. Filialkirche hl. Lambertus und alter Friedhof GstNr.: .56, 835 Filialkirche hl. Lambertus, Blaßnig                         |
| ja   | Datei hochladen | Maria-Hilf Kapelle HERIS-ID: 57834 Objekt-ID: 68141                                                                               | Lind im Drautal Standort KG: Lind            | Die ehemalige gotische Burgkapelle mit geradem Schluss wurde barockisiert. Sie hat einen Dachreiter mit Zwiebelhelm. | BDA-Hist.: Q1412912 Status: § 2a Stand der BDA-Liste: 2025-06-30 Name: Maria-Hilf Kapelle GstNr.: .4 Kapelle Maria Hilf, Lind im Drautal                                                                 |
| ja   | Datei hochladen | Kalvarienberg und Kreuzwegstationen HERIS-ID: 93434 Objekt-ID: 108459                                                             | Lind im Drautal Standort KG: Lind            | Die Kreuzwegbildstöcke sind seit 1988 mit Mosaikbildern von Oswald und Hugo Brandner ausgestattet. | BDA-Hist.: Q37762271 Status: § 2a Stand der BDA-Liste: 2025-06-30 Name: Kalvarienberg und Kreuzwegstationen GstNr.: .2, .4, 366/4, 1814/2 Calvary Lind im Drautal                                        |
| ja   | Datei hochladen | Pfarrhof HERIS-ID: 93441 Objekt-ID: 108470                                                                                        | Lind im Drautal 23 Standort KG: Lind         | | BDA-Hist.: Q37762319 Status: § 2a Stand der BDA-Liste: 2025-06-30 Name: Pfarrhof GstNr.: .1/1 |
| ja   | Datei hochladen | Wohnhaus, Wallnerhaus HERIS-ID: 43599 Objekt-ID: 44229                                                                            | Lind im Drautal 25 Standort KG: Lind         | Das Wallnerhaus ist ein um 1500 entstandenes spätgotisches, zweigeschoßiges Gewerkenhaus unter einem Schopfwalmdach. Die spätgotischen Fächerputze an der Fassade sind hervorragend erhalten. Weite Fassadenelemente aus der Bauzeit sind Rundbogentore, fein profilierte steinerne Fenstergewände und schmiedeeiserne Steckgitter vor den Fensteröffnungen des Erdgeschoßes. In beiden Geschoßen gibt es Räume mit Gewölbeformen, besonders bemerkenswert sind jedoch die spätgotischen Netzrippengewölbe mit ornamental eingesetzten Putzgraten in der repräsentativen Erdgeschoßhalle sowie im darüberliegenden Raum des ersten Obergeschoßes. 1994/95 wurde das Gebäude vom Architektenteam Justin – Keckstein zum Gemeindeamt umgestaltet. | BDA-Hist.: Q38004169 Status: Bescheid Stand der BDA-Liste: 2025-06-30 Name: Wohnhaus, Wallnerhaus GstNr.: .44                                                                                            |
| ja   | Datei hochladen | Kath. Pfarrkirche hl. Bartholomäus und Friedhof HERIS-ID: 54237 Objekt-ID: 62415                                                  | Standort KG: Lind                            | Die gotische Wandpfeilerkirche mit Nordturm wurde 1788 nach Westen verlängert und mit einer barocken Fassade versehen. Die Altäre stammen aus der Mitte des 18. Jahrhunderts. | BDA-Hist.: Q2082782 Status: § 2a Stand der BDA-Liste: 2025-06-30 Name: Kath. Pfarrkirche hl. Bartholomäus und Friedhof GstNr.: .2 Pfarrkirche Heiliger Bartholomäus, Kleblach-Lind                       |